# Martin Abena
Martin Achille Abena Biholong (* 14. června 1986) je kamerunský fotbalista, defenzivní záložník momentálně hrající za klub Spartak Police nad Metují. Technicky vyspělý hráč, jeho kariéru však brzdí laxní přístup.
Se Spartou si zahrál i v Evropské lize proti Liverpoolu. V únoru 2014 se vrátil z Malajsie do ČR, kde přijal nabídku trenéra třetiligové Čáslavi Jana Kmocha, se kterým se znal z působení ve Spartě Praha.